# Cerquilho (ort)
Cerquilho är en ort i Brasilien.   Den ligger i kommunen Cerquilho och delstaten São Paulo, i den sydöstra delen av landet, 800 km söder om huvudstaden Brasília. Cerquilho ligger 587 meter över havet och antalet invånare är 35 367.
Terrängen runt Cerquilho är huvudsakligen platt. Cerquilho ligger uppe på en höjd. Runt Cerquilho är det ganska tätbefolkat, med 166 invånare per kvadratkilometer.. Närmaste större samhälle är Boituva, 15,0 km sydost om Cerquilho.
Omgivningarna runt Cerquilho är en mosaik av jordbruksmark och naturlig växtlighet.